# A-mennesker og B-mennesker
 Der er for få eller ingen kildehenvisninger i denne artikel, hvilket er et problem. Du kan hjælpe ved at angive troværdige kilder til de påstande, som fremføres i artiklen.

A-mennesker og B-mennesker er det modsatte af hinanden, og bruges til at beskrive et menneskes døgnrytme og søvnmønster.

## A-mennesker
Et A-menneske er et menneske der følger døgnets rytme mht. søvnvaner. A-mennesker sover på alle tider af døgnet og står op og går i gang med det samme. Begrebet A-menneske er opstået som nødvendig kontra til det moderne begreb B-menneske.
Begrebet A-menneske var førhen indbegrebet af at stå tidligt op.
Undersøgelser har dog vist at dette er usandt da A-mennesker sagtens kan stå op efter 9.

## B-mennesker
Et B-menneske er et menneske tager sig godt tid når de vågner evt. til en ekstra kop kaffe.
De står gerne op så de har god tid til at starte dagen.
B-mennesker var førhen målt på de stod sent op det har intet på sig da de sagtens kan stå op kl 5.

### Eksempel
Et eksempel på et A-menneskes søvnvaner kunne se sådan ud:
- Kl 21:00 går i seng
- Kl. 05:00: Vågner

Personen sover altså otte timer.
Noget andet der kendetegner B-mennesker er overgangen fra sovende til vågen. Et A-menneske har typisk en meget kort periode eller overgang mellem disse tilstande, hvorimod B-mennesker bruger længere tid på at falde i søvn eller stå op.
De fleste B-mennesker er tvunget til at følge en "normal" døgnrytme (som A-mennesker); typisk har kun personer med aftenvagter og arbejdsløse mulighed for konsekvent, at følge en forskudt døgnrytme.
Desuden skal det nævnes, at en ganske betydelig del af unge mennesker kan betegnes som "weekend-" eller "ferie-B-mennesker", dog udfases praktiseringen af denne natlige aktivitet konsekvent, når de får børn eller kommer ud på arbejdsmarkedet.
Danske B-mennesker har oprettet foreningen B-samfundet, der kæmper for at samfundet skal indrettes således, at også B-mennesker har den optimale mulighed for at deltage i eksempelvis undervisning, der passer ind i deres døgnrytme.

## Eksterne Henvisninger
- Artikel på helse.dk Arkiveret 28. september 2007 hos  Wayback Machine
- B-samfundet: Foreningen for B-mennesker Arkiveret 22. august 2018 hos  Wayback Machine
- Omtale på Politiken.dk Arkiveret 17. januar 2007 hos  Wayback Machine
- (Webside ikke længere tilgængelig)